# 876 до н. е.

## Події
- Зімрі, командувач царськими колісницями, убив царя Елу і проголосив себе царем Ізраїлю. Однак, військо вибрало царем воєначальника Омрі, який започаткував нову династію.
- Підкорення Ассирією Месопотамії.